# Bisbat de Latina-Terracina-Sezze-Priverno
El bisbat de Latina-Terracina-Sezze-Priverno (en italià diocesi di Latina-Terracina-Sezze-Priverno; en llatí: Dioecesis Latinensis-Terracinensis-Setina-Privernensis) és una seu de l'Església catòlica, immediatament subjecta a la Santa Seu, que pertany a la regió eclesiàstica Laci. El 2013 tenia 310.778 batejats d'un total 317.120 habitants. Actualment està regida pel bisbe Mariano Crociata.

## Territori

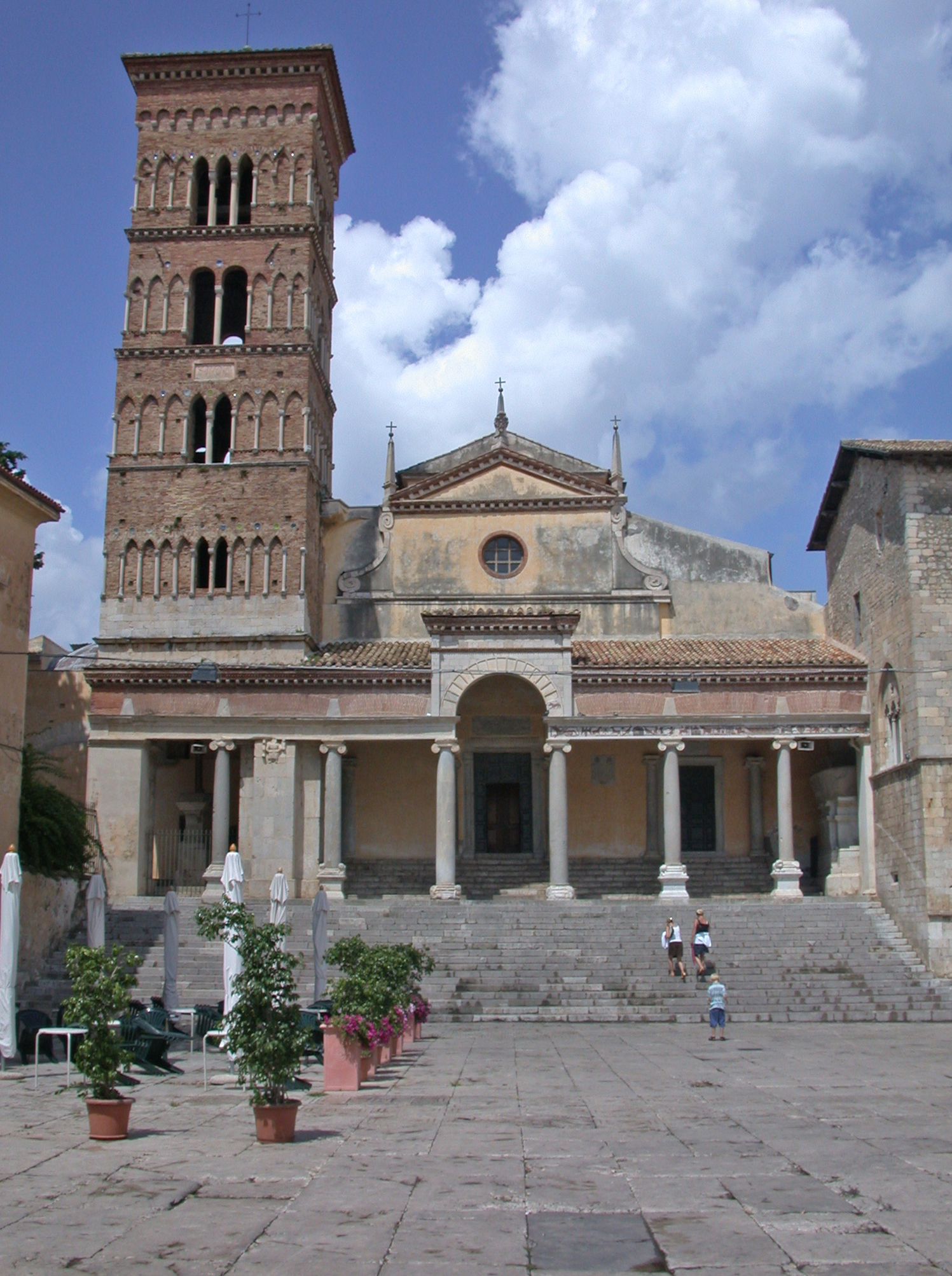
La catedral de Terracina, cocatedral de la diòcesi

El territori de la diòcesi està comprés completament a la província de Latina, i ocupa principalment l'àrea de l'Agro Pontino i la serralada Lepini. Limita al nord amb els bisbats suburbicaris de Velletri-Segni o d'Albano; a l'est amb el bisbat d'Anagni-Alatri i el de Frosinone-Veroli-Ferentino, i al sud-est amb l'arquebisbat de Gaeta.
La seu episcopal és la ciutat de [[Latina (municipi italià) |Latina]], on es troba la catedral de Sant Marc. La cúria diocesana, inaugurada el 2008, es troba a la perifèria sud-oest de la capital.
La diòcesi està dividida en 5 foranies:
1. Latina (comprèn la ciutat de Latina i gairebé tots els seus suburbis)
2. Terracina (comprèn la ciutat de Terracina, Sabaudia i San Felice Circeo)
3. Sezze (comprèn la ciutat de Sezze, Bassiano, Sermoneta i Pontinia)
4. Priverno (Priverno, Maenza, Roccagorga, Roccasecca dei Volsci, Fossanova i Sonnino),
5. Cisterna di Latina (Cisterna, Cori, Giulianello, Norma, Rocca Massima i Borgo Podgora).

Les foranies estan dividies en 87 parròquies.

## Història
La diòcesi actual és fruit de la unió de tres antigues diòcesis. La tradició atribueix la fundació de l'església de Terracina a un dels 72 deixebles esmentats als Evangelis, Epafrodit, enviat per l'apòstol Pere. Històricament però, el primer bisbe conegut de Terracina va ser Sabino, que va assistir al sínode de Roma convocat pel Papa Melquíades el 313. El primer esment de la diòcesi de Priverno es remunta al 769, quan el seu bisbe Bonifacio va participar en un sínode romà sota Papa Esteve III. Sezze en canvi sembla bastant tard, tot i que la tradició local atribueix a l'evangelista Lluc l'evangelització i la fundació de la comunitat cristiana local: el primer bisbe conegut Stefano, present en un sínode romà sota el Papa Benet IX el 1036, però, d'acord amb Cappelletti, ja el 796 s'esmenta la seu episcopal de Sezze, encara que no es coneixen els bisbes fins al segle xi.
Amb la butlla Hortatur nos del 17 de gener de 1217, el Papa Honori III va confirmar la unió de les tres diòcesis establerta pels seus predecessors, les quals presumiblement ja estaven unides des de feia temps. D'acord alguns documents aquesta unió va tenir lloc en època del Papa Alexandre II (1061-1073); no obstant això, el bisbe de Terracina, Gregorio després del 1126, va ser enterrat apud Pipernensem ecclesiam, indici que potser fins i tot abans d'Alexandre II les seus de Terracina i Priverno ja estaven unides. Amb la mateixa butlla les tres diòcesis va esdevenir immediatament subjecta a la Santa Seu.
A través dels segles van sorgir incomprensions i dificultats entre Terracina i Sezze. A principis del segle xviii el poble de Sezze van preguntar, utilitzant la intervenció de la Rota Romana, que fos confirmada la catedralicitat de la seva església. A partir de la butlla d'Honorio III, van afirmar que la unió de les tres diòcesis no significava la preeminència de la diòcesi de Terracina respecte a les altres.
El Papa Benet XIII va intervenir en la disputa amb quatre butlles. El 29 d'abril de 1725 amb la butlla Romanus pontifex va reiterar el caràcter catedralici de l'església de Sezze, honor que la ciutat mai va perdre, ja sigui abans o després de la butlla d'Honori III, de manera que els bisbes de Terracina sempre han d'afegir el títol de Sezze a la de Terracina; amb la butlla, el Papa va confirmar la unió entre les dues seus establertes com aeque principaliter. Aquesta unió va ser confirmada per la butlla Regis pacifici del 16 de juliol de 1725.
També per a la seu de Priverno Benet XIII va establir per les mateixes prerrogatives i el mateix tipus d'unió amb la butlla Super universas del 10 de setembre de 1725.
Finalment la unió aeque principalier de les tres seus finalment va ser confirmada pel Papa Benet XIII amb la butlla Sacrosancta Romana Ecclesia del 9 de desembre de 1726.
Amb la recuperació de les Llacunes Pontinas feta a la dècada de 1930, es van crear nous territoris que es va associar amb les diòcesis existents. En aquest moment les tres diòcesis, tot i tenir només un bisbe, van viure cadascuna de la seva pròpia vida jurídica: hi havia tres catedrals, tres curies episcopals, i l'únic seminari de Sezze va ser qualificat com a interdiocesà.
Ja el 1957 el bisbe Emilio Pizzoni va fer la petició a la Santa Seu per reunir les curies episcopals de les tres diòcesis, per la qual, el 25 de juliol d'aquell any, un decret de la Congregació Consistorial.
El 12 de setembre 1967 els territoris de la província de Latina que formaven part de la seu suburbicaria de Velletri (és a dir: Latina, Cisterna di Latina, Cori, Norma i Rocca Massima), es van annexar a la diòcesi de Terracina, que va prendre el mateix nom de Terracina-Latina. A partir d'aquesta data, els bisbes de la diòcesi van posar, de fet, la seva seu a Latina, considerar-la més central.
El 30 de setembre de 1986, amb el decret Instantibus votis del Congregació per als Bisbes, les seus, que estaven unides aeque principaliter es van unir amb la fórmula unió plena; la diòcesi assumí el seu nom actual i el bisbat va ser traslladat definitivament a Latina. L'església de Sant Marc a Latina va esdevenir la catedral de la diòcesi. La basílica catedral de Santa Maria Annunziata de Sezze i les esglésies catedrals de Santa Maria de Priverno i de Sant Cesareo de Terracina van assumir el rang de cocatedrals de la diòcesi.
En 2008 va ser inaugurada la nova cúria diocesana, al centre de Latina.

## Cronologia episcopal

### Bisbes de Priverno
- Bonifacio † (citat el 769)
- Eleuterio † (citat el 826)
- Majo † (citat el 853)
- Martino † (citat el 861)
- Benedetto † (citat el 993)
- Pietro † (inicis de 1010 - després de 1029)
- Giovanni † (citat el 1036)

### Bisbes de Sezze
- Stefano † (citat el 1036)
- Pollidio † (citat el 1046)
- Drusino † (citat el 1118)
- Alessandro ? † (citat el 1122)
- Giovanni † (citat el 1150 circa)
- Landone † (inicis de 1178 - 29 de setembre de 1179 elegit antipapa amb el nom d'Innocenci III)

### Bisbes de Terracina
- Sabino † (citat el 313)
- Martirio † (inicis de 492 - després de 502)
- Pietro † (inicis de 591 - 592 mort)
- Agnello I † (592 - després de 598)[9]
- Felice † (citat el 649)
- Agnello II † (citat el 679)
- Giordano † (citat el 853)
- Giovanni † (citat el 861)
- Leone † (citat el 879)
- Sabbatino † (citat el 963)
- Benedetto † (citat el 969)
- Giovanni † (inicis de 987 - després de 994)
- Adeodato † (citat el 1015)
- Teobaldo † (citat el 1042)
- Giovanni † (inicis de 1043 - després de 1059)
- Ambrogio † (inicis de 1066 - després de 1078)
- Pietro † (citat el 1092)
- Benedetto † (inicis de 1100 - 1105/1106 mort)
- Gregorio, O.S.B. † (inicisi d'octubre de 1106 - després de 1126)
- Tommaso † (citat el 1159)
- Berardo Berardi † (citat el 1166)
- Ugone † (inicis de 1168 - després de 1179)
- Tedelgario (o Filegario) † (inicis de 1195 - després de 1199)
- Simeone † (inicis de 1203 - 17 de gener de 1217 confirmat bisbe de Terracina, Sezze e Priverno)

### Bisbes de Terracina, Sezze i Priverno
- Simeone † (17 de gener de 1217 - després de 1224)
- Gregorio † (inicis de 1227 - després de 1238)
- Docibile † (citat el 1248)
- Pietro † (inicis de 1257 - després de 1259)
- Francesco Canis, O.F.M. † (28 d'agost de 1263 - després de 1268 ?)
- Francesco † (inicis de 1273 - 8 d'abril de 1295 nomenat bisbe d'Avellino)
- Teobaldo, O.F.M. † (8 d'abril de 1295 - 13 de febrer de 1296 nomenat bisbe d'Assís)
- Alberto † (13 de febrer de 1296 - 3 de juny de 1300 nomenat arquebisbe de Càpua)
- Giovanni † (de juny de 1300 -? mort)
- Andrea † (20 d'abril de 1319 -? mort)
- Sergio Peronti † (21 de maig de 1326 - 1348 mort)
- Pietro † (5 de novembre de 1348 - 1352 mort)
- Giacomo da Perugia, O.E.S.A. † (18 d'abril de 1352 -? mort)
- Giovanni Ferreri da Sora, O.F.M. † (23 de desembre de 1362 -? mort)
- Stefano Armandi † (18 de maig de 1369 - 1381 ? deposto)
- Ruggero † (citat el 1398)
- Nicola Corradi Pocciarelli † (25 de maig de 1390 - 18 d'agost de 1402 nomenat bisbe de Segni)
- Marino Merula † (18 de setembre de 1402 - 14 de maig de 1404 nomenat bisbe de Gaeta)
- Antonio † (12 de juliol de 1404 - 1411 deposto)
- Antonio da Zagarolo, O.F.M. † (9 de març de 1411 - 20 de maig de 1422 nomenat bisbe de Gaeta)
- Andrea Gacci † (20 de maig de 1422 - 1425 mort)
- Giovanni de Normannis † (21 de maig de 1425 - 15 d'octubre de 1427 nomenat bisbe de Gaeta)
- Nicola de Aspra † (15 d'octubre de 1427 - 1445 mort)
- Alessandro Trani † (1445 - 1448 mort)
- Alessandro Caietano † (15 de gener de 1449 - 1455 mort)
- Francesco de Benedictis † (15 de desembre de 1455 - 1458 mort)
- Corrado de Marcellinis † (6 d'octubre de 1458 - 1490 mort)
- Francesco Rosa † (3 de març de 1490 - 1500 mort)
- Giovanni de Galves † (18 de desembre de 1500 - 8 d'agost de 1507 mort)
  - Oliviero Carafa † (20 d'agost de 1507 - 13 de maig de 1510 renuncià) (administrador apostòlic)
- Zaccaria de Moris † (13 de maig de 1510 - després de 1515 mort)
- Andrea Cybo Tomasello † (20 d'abril de 1517 - 1522 ? mort)
- Giovanni de Copis † (29 d'octubre de 1522 - 15 d'agost de 1527 mort)
- Antonio Bonsius † (3 de gener de 1528 - 1533 mort)
- Cinzio Filonardi † (7 de novembre de 1533 - de novembre de 1534 mort)
- Alessandro Argoli † (13 de novembre de 1534 - 1540 mort)
- Ottaviano Maria Sforza † (24 de novembre de 1540[10] - 1545 mort)
- Ottaviano Raverta † (27 de novembre de 1545 - 1562 mort)
- Francesco Beltramini † (21 de juny de 1564 - 1575 mort)
- Beltramino Beltramini † (5 de desembre de 1575 - 8 de maig de 1582 mort)
- Luca Cardino † (20 d'agost de 1582 - 14 d'octubre de 1594 mort)
- Fabrizio Perugini † (24 d'abril de 1595 - de gener de 1608 mort)
- Pomponio de Magistris † (28 de gener de 1608 - 1614 mort)
- Cesare Ventimiglia † (12 de gener de 1615 - 23 de desembre de 1645 mort)
- Alessandro Tassi † (25 de juny de 1646 - 21 de novembre de 1647 mort)
- Francesco Maria Ghislieri † (1 de febrer de 1649 - 1 de setembre de 1664 nomenat bisbe d'Imola)
- Pompeo Angelotti † (15 de desembre de 1664 - 2 de març de 1667 mort)
- Ercole Domenico Monanni † (22 d'agost de 1667 - de juny de 1710 mort)
- Bernardo Maria Conti, O.S.B. † (1 de desembre de 1710 - 3 de juny de 1720 renuncià)
- Giovanni Battista Conventati, C.O. † (3 de juliol de 1720 - 27 de novembre de 1726 renuncià)
- Gioacchino Maria Oldo, O.Carm. † (9 de desembre de 1726 - 3 de novembre de 1749 mort)
- Callisto Maria Palombella † (1 de desembre de 1749 - 3 de maig de 1758 mort)
- Francesco Alessandro Odoardi † (11 de setembre de 1758 - 18 de gener de 1775 mort)
- Benedetto Pucilli † (29 de maig de 1775 - 7 d'abril de 1786 mort)
- Angelo Antonio Anselmi † (18 de desembre de 1786 - 26 de març de 1792 nomenat bisbe de San Severino)
  - Sede vacante (1792-1800)
- Michele Argelati † (11 d'agost de 1800 - 22 de març de 1805 mort)
- Francesco Antonio Mondelli † (23 de setembre de 1805 - 26 de setembre de 1814 nomenat bisbe de Città di Castello)
- Francesco Saverio Pereira † (15 de març de 1815 - 2 d'octubre de 1818 nomenat bisbe de Rieti)
- Francesco Albertini † (29 de març de 1819 - 24 de novembre de 1819 mort)
- Carlo Cavalieri Manassi † (21 de febrer de 1820 - 19 d'agost de 1826 mort)
- Luigi Frezza † (2 d'octubre de 1826 - 15 de desembre de 1828 nomenat arquebisbe titular de Calcedonia)
  - Sede vacante (1828-1834)
- Bernardino Panzacchi † (20 de gener de 1834 - 24 de desembre de 1834 mort)
- Guglielmo Aretini-Sillani † (6 d'abril de 1835 - 4 de desembre de 1853 renuncià)
- Nicola Bedini † (19 de desembre de 1853 - 25 de setembre de 1862 renuncià)
- Bernardino Trionfetti, O.F.M. † (25 de setembre de 1862 - 23 de febrer de 1880 renuncià)
- Flaviano Simoneschi † (27 de febrer de 1880 - 2 de juliol de 1883 renuncià)
- Tommaso Mesmer † (9 d'agost de 1883 - 12 de desembre de 1892 mort)
- Paolo Emilio Bergamaschi † (12 de juny de 1893 - 19 de juny de 1899 nomenat bisbe de Troia)
- Domenico Ambrosi † (18 de setembre de 1899 - 17 d'agost de 1921 mort)
- Salvatore Baccarini, C.R. † (7 de març de 1922 - 30 de juny de 1930 nomenat arquebisbe de Càpua)
- Pio Leonardo Navarra, O.F.M.Conv. † (29 de gener de 1932 - 2 de febrer de 1951 nomenat arquebisbe titular de Beroe)
- Emilio Pizzoni † (27 de març de 1951 - 6 de setembre de 1966 nomenat bisbe auxiliar d'Udine)

### Bisbes de Terracina-Latina, Sezze e Priverno
- Arrigo Pintonello † (12 de setembre de 1967 - 25 de juny de 1971 renuncià)
- Enrico Romolo Compagnone, O.C.D. † (9 de març de 1972 - 22 de desembre de 1983 jubilat)
- Domenico Pecile † (22 de desembre de 1983 - 30 de setembre de 1986 nomenat bisbe de Latina-Terracina-Sezze-Priverno)

### Bisbes de Latina-Terracina-Sezze-Priverno
- Domenico Pecile † (30 de setembre de 1986 - 27 de juny de 1998 jubilat)
- Giuseppe Petrocchi (27 de juny de 1998 - 8 de juny de 2013 nomenat arquebisbe de l'Aquila)
- Mariano Crociata, des del 19 de novembre de 2013

## Estadístiques
El desembre de 2013, la diòcesi tenia 310.778 batejats sobre una població de 317.120 persones, equivalent 98,0% del total.
| any  | població | població | població | sacerdots | sacerdots       | sacerdots       | sacerdots             | diaques | religiosos | religiosos | parroquies |
| ---- | -------- | -------- | -------- | --------- | --------------- | --------------- | --------------------- | ------- | ---------- | ---------- | ---------- |
| any  | batejats | total    | %        | total     | clergat secular | clergat regular | batejats por sacerdot | diaques | homes      | dones      |            |
| 1950 | 109.800  | 110.000  | 99,8     | 92        | 60              | 32              | 1.193                 |         | 39         | 135        | 32         |
| 1966 | 105.750  | 106.000  | 99,8     | 88        | 47              | 41              | 1.201                 |         | 43         | 195        | 33         |
| 1980 | 254.010  | 257.350  | 98,7     | 146       | 89              | 57              | 1.739                 |         | 61         | 289        | 81         |
| 1990 | 275.000  | 290.000  | 94,8     | 146       | 86              | 60              | 1.883                 | 1       | 64         | 281        | 84         |
| 1999 | 282.717  | 297.597  | 95,0     | 163       | 93              | 70              | 1.734                 | 3       | 75         | 285        | 87         |
| 2000 | 283.820  | 298.758  | 95,0     | 160       | 90              | 70              | 1.773                 | 3       | 75         | 285        | 87         |
| 2001 | 285.607  | 300.639  | 95,0     | 153       | 83              | 70              | 1.866                 | 7       | 76         | 284        | 87         |
| 2002 | 288.278  | 303.451  | 95,0     | 148       | 83              | 65              | 1.947                 | 7       | 71         | 250        | 87         |
| 2003 | 298.397  | 304.487  | 98,0     | 156       | 91              | 65              | 1.912                 | 5       | 69         | 270        | 87         |
| 2004 | 299.380  | 305.490  | 98,0     | 151       | 86              | 65              | 1.982                 | 5       | 69         | 280        | 87         |
| 2013 | 310.778  | 317.120  | 98,0     | 141       | 81              | 60              | 2.204                 | 16      | 63         | 149        | 87         |